# أليكس ماكغريغور (لاعب كرة قدم)
أليكس ماكغريغور (بالإنجليزية: Alex McGregor)‏ هو لاعب كرة قدم نيوزيلندي في مركز الوسط، ولد في 27 أغسطس 1987 في نيوزيلندا. شارك مع منتخب جزر كوك لكرة القدم. أما مع النوادي، فقد لعب مع Puaikura F.C. ‏.

## وصلات خارجية
- أليكس ماكغريغور على موقع قاعدة بيانات كرة القدم.إي يو (الإنجليزية)
- أليكس ماكغريغور على موقع قاعدة بيانات كرة القدم.إي يو (الإنجليزية)
- أليكس ماكغريغور على موقع ناشيونال فوتبول تيمز (الإنجليزية)
- أليكس ماكغريغور على موقع Soccerway.com (الإنجليزية)